# Francisco da Cunha e Meneses
Francisco da Cunha e Meneses (10 de Abril de 1747 — 12 de Junho de 1812), da família dos condes de Lumiares, foi um militar português.
Foi governador e capitão-geral da Índia de 1786 a 1794. No Brasil foi Governador e Capitão-General da Capitania de São Paulo, de 16 de Março de 1782 a 1786 e também Governador e Capitão-General da Capitania da Bahia, de 5 de Outubro de 1802 a 1805. Em 1807 foi nomeado tenente-general.

## Biografia
Entrou para o exército no fim do reinado de D. José I de Portugal, tendo já quase 30 anos, subindo rapidamente os postos. 
Era major quando foi nomeado Governador de São Paulo. 
Devido ao seu bom desempenho foi nomeado para a Índia com o título de Governador, e não de Vice-Rei, devido a não ser detentor de título nobiliárquico, onde chegou a 28 de Outubro de 1789, tomando posse do governo em 3 de Novembro.
Na Índia, conquistou Pernem e recebeu Pondá e Piró do rei de Sunda, ocupando o posto até 1794, data em que foi substituído, pelo que regressou a Portugal. 
Promovido a Coronel do Regimento de Campo Maior, no Alto Alentejo, chegou ao posto de marechal de campo em 1800.
Nomeado para um posto de comando no exército do Norte, comandado pelo marquês de la Rosière durante a Guerra de 1801, foi nomeado quartel-mestre general do Exército do Norte, quando Gomes Freire de Andrade foi para Coimbra em Agosto de 1801.
Foi enviado novamente para o Brasil, agora para o lugar de governador da Baía, tendo permanecido aí até 1805, sendo promovido a tenente general em Fevereiro 1807 e nomeado para o Conselho de Guerra.
Em Novembro de 1807, foi indigitado para membro do Conselho de Regência do Reino de Portugal, para auxiliar as cortes que se encontravam no Brasil, mas que foi impossibilitado de se reunir por ordem de Junot que tinha conquistado esse território. 
Já com a partida deste, em 1808, tendo essa Regência restabelecida por sugestão do comando militar britânico que tinha ficado encarregue do governo de Lisboa, de acordo com a «Convenção de Sintra», foi confirmado o seu lugar por Carta Régia de 1809.